# مسجد سهله
مسجد سهله (نام‌های دیگر: مسجد سهیل، بنی‌ظفر، عبدالقیس) یکی از مشهورترین مساجد اسلامی است که در قرن اول هجری توسط قبایل عرب در کوفه در سمت شمال غربی مسجد جامع کوفه به فاصله حدود دو کیلومتر ساخته‌شده‌است. این مسجد یکی از کهن‌ترین مساجد منتسب به حجت بن الحسن، امام دوازدهم، شیعیان امامی است. مسجد سهله در شرق نجف یعنی در شهر کوفه قدیم قرار دارد، این مسجد در ۱۰ کیلومتری شمال شرقی مقبره علی بن ابی طالب  با زاویه ۳۷ درجه و ۲ کیلومتری شمال غربی مسجد کوفه با زاویه ۵۳ درجه قرار دارد.
در مجموعه روایات شیعی با تعابیر مختلفی از جایگاه معنوی و منزلت مسجد سهله یاد شده‌است.

## داخل مسجد
در بخش‌های مختلف صحن مسجد محراب‌هایی ساخته شده‌است که به نام پیامبران و اهل بیت نامگذاری شده‌اند و در اصطلاح آن‌ها را مقام می‌خوانند. این مقام‌ها عبارتند از:
1. مقام ابراهیم: این مقام در جهت شمال غربی و بین دیوار غربی و شمالی قرار دارد. در روایتی آمده‌است این مسجد، خانه ابراهیم بوده‌است که از آنجا به سمت قوم «عمالقه» رفت. از اینجا ابراهیم به جنگ با عمالقه رفت. [۱]
2. مقام یونس: این مقام در جهت جنوب غربی بین دیوار جنوبی و غربی قرار دارد.[۲]
3. مقام ادریس: این مقام در بین دیوار شرقی و شمالی قرار دارد. این مقام را مقام عیسی هم می‌نامند. این قسمت از مسجد به «بیت‌الخضر» هم معروف است. در آن، سنگ سبزرنگى است كه صورت و شمايل همه پيامبران، بر آن نقش بسته است. زير اين سنگ، گِلى است شیعه معتقد است خدا، پيامبران را از آن آفريد. و ادریس در آنجا به خیاطی اشتغال داشته است. [۱]
4. مقام صالح: این مقام در سمت شرقی بین دیوار جنوبی و شرقی قرار دارد که به مقام صالحین، انبیاء و مرسلین معروف است.[۲]
5. مقام خضر : این مقام در جنوب شرقی مسحد بین دو ضلح جنوبی و غربی قرار دارد. [۲]
6. مقام سجاد: این قسمت در میانه مسجد کمی مایل به سمت شرقی قرار دارد.[۲]
7. مقام جعفر صادق: این مقام درست در وسط مسجد است. براساس روایات تاریخی، جعفر صادق مدتی در آنجا اقامت کرده و به عبادت و دعا مشغول بوده.[۲]
8. مقام حجت بن الحسن:این مقام هم در قسمت میانی مسجد، کمی مایل به سمت جنوب، در بین مقام‌های سجاد و یونس قرار دارد.[۱]

## اهمیت مسجد
در احادیث شیعی فراوانی اشاره شده‌است که مکان اقامت (خانه) حجت بن الحسن در زمان حکومتش مسجد سهله خواهد بود.
بر اساس روایتی منسوب به باقر و جعفر صادق مسجد سهله یکی از چهار مسجد متبرک کوفه می باشد. در روایتی دیگر از جعفر صادق همه پیامبران در مسجد سهله نماز خوانده اند. به سجاد منسوب است که هر کس در مسجد سهله دو رکعت نماز بخواند خداوند عمر او را سالها طولانی میکند. 

## نگارخانه

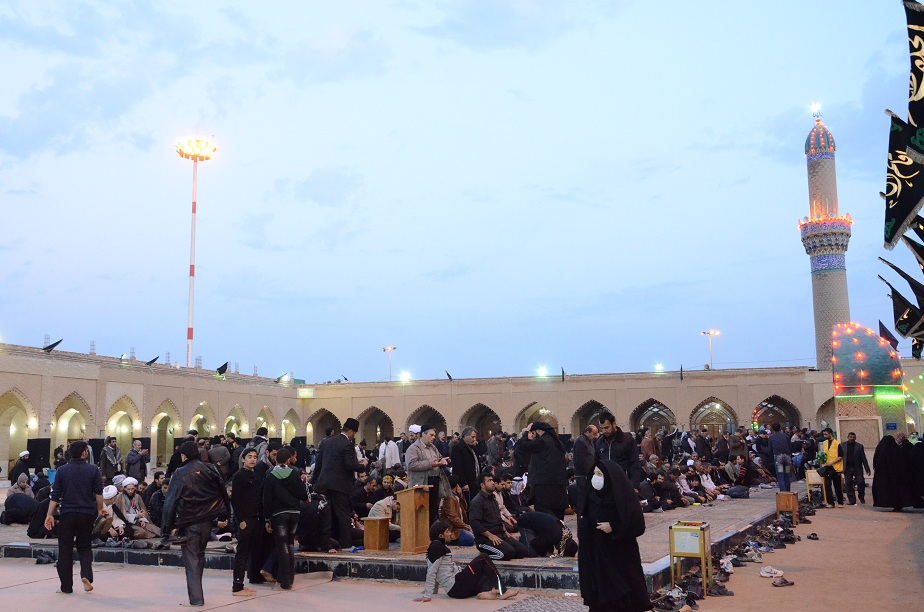
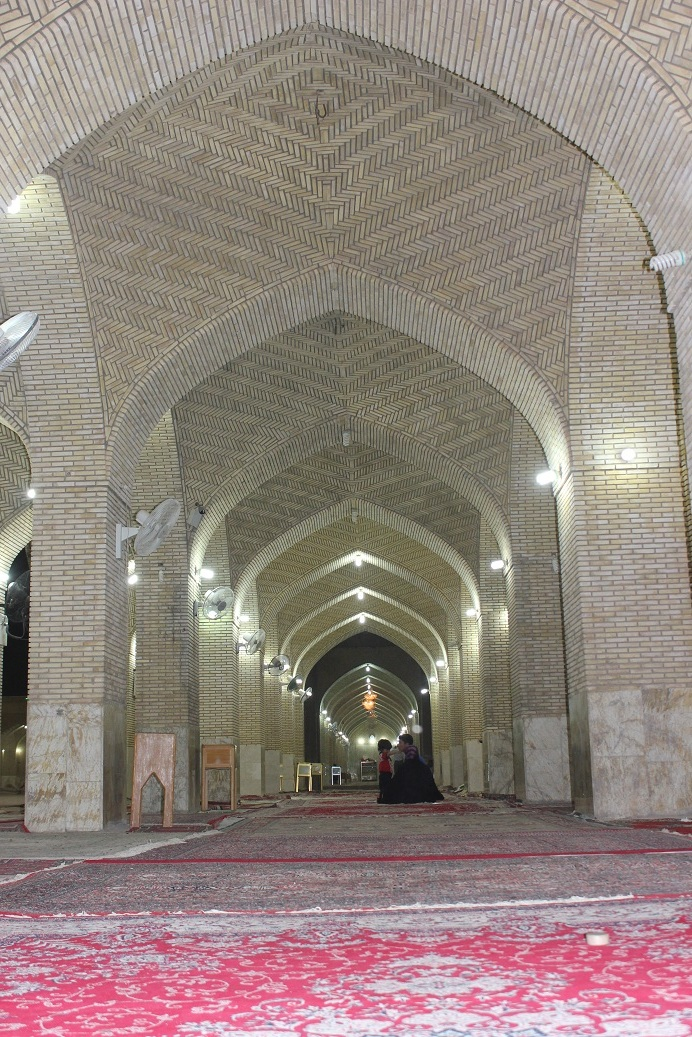
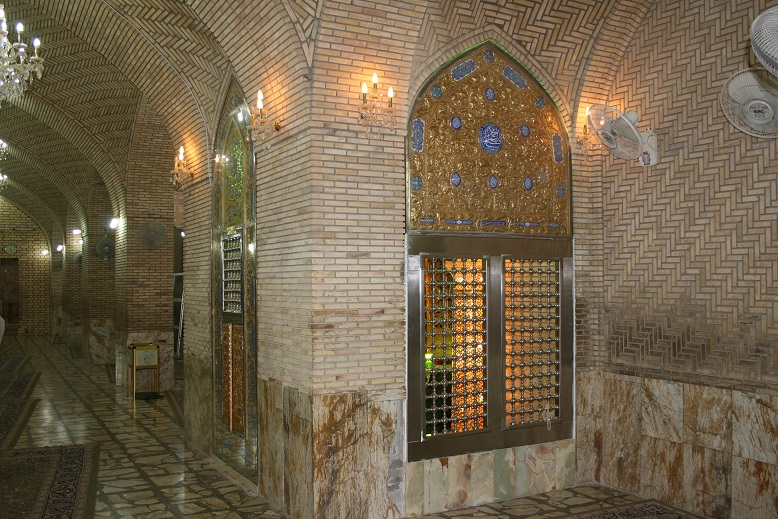
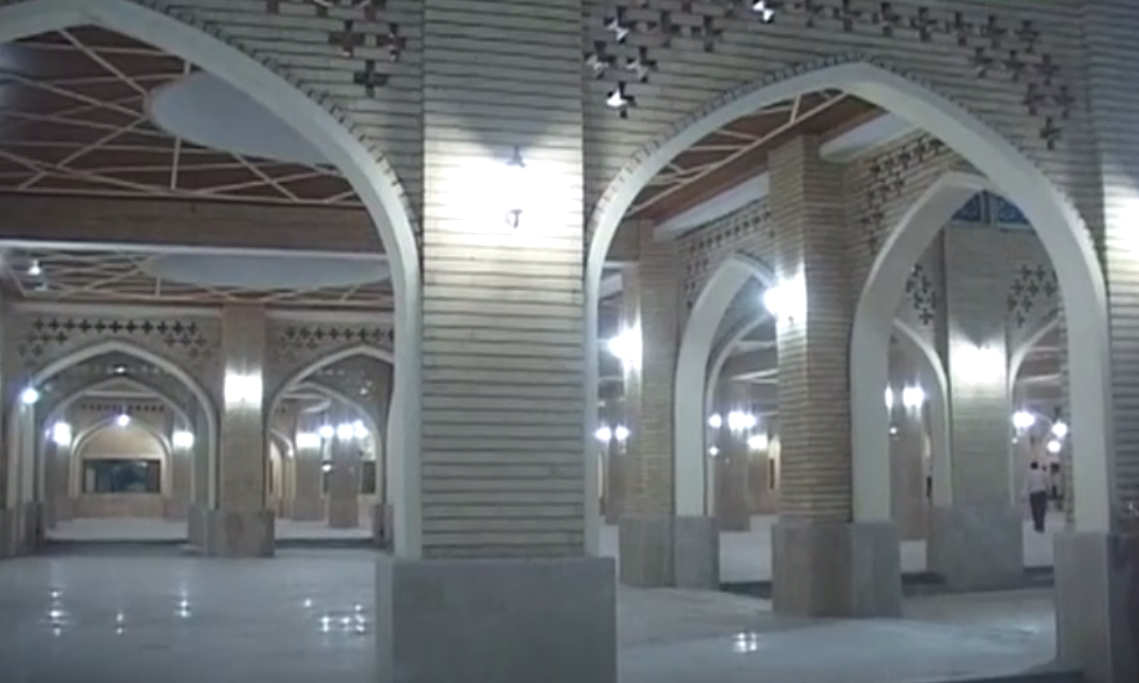
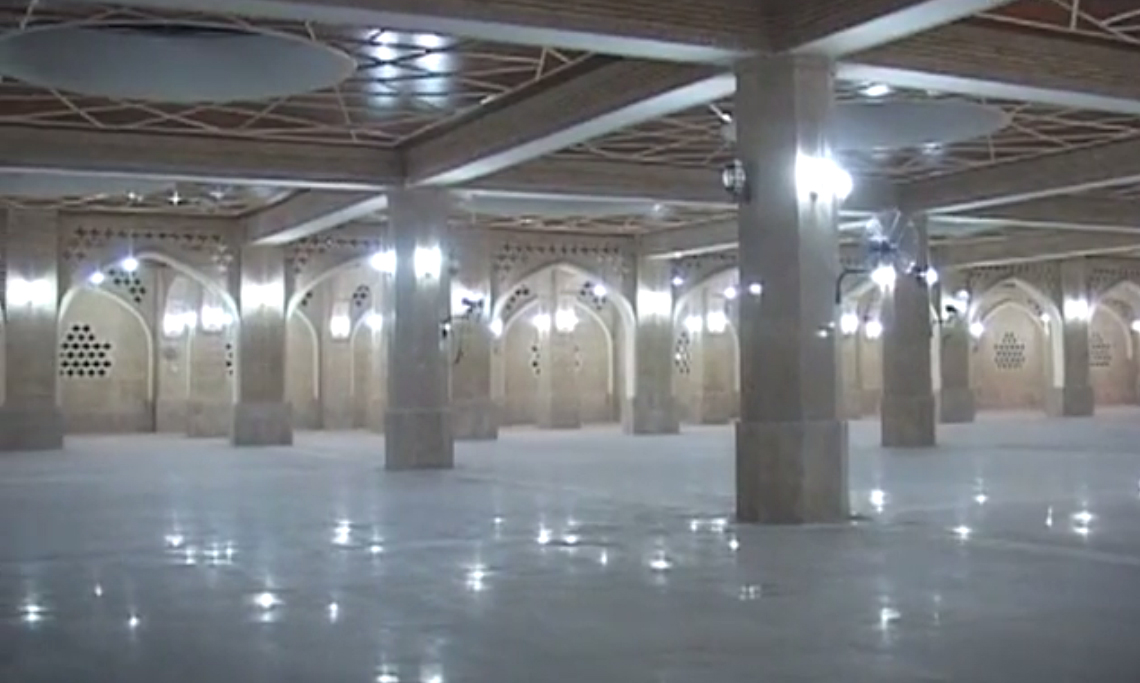
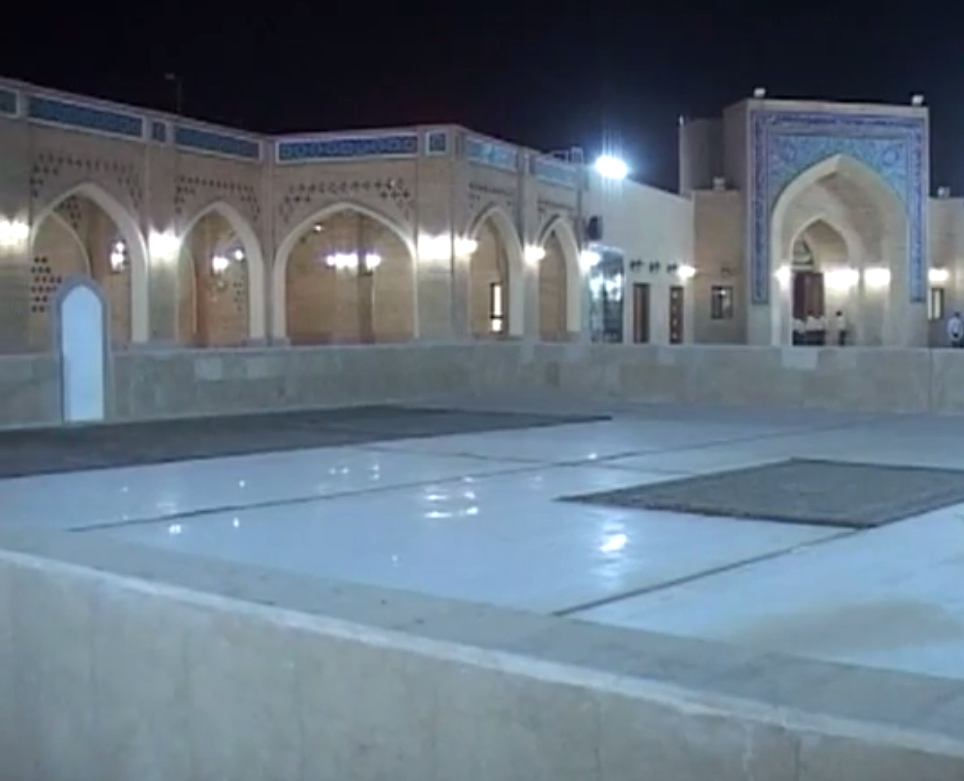

## همچنین ببینید
- بقیع
- کوه احد
- مسجد قبا
- مسجد ذوقبلتین
- رمضان در اسلام
- زکات فطره
- روزه در اسلام
- افطار
- عید فطر
- فروع دین
- تعطیلات اسلامی
- روز عرفه
- رویداد مباهله
- فانوس رمضان
- معراج
- میلاد پیامبر
- نیمه شعبان
- چله روزه
- جمعة الوداع
- رمضان (ماه)
- رمضان در ایران
- آریایی
- شب احیا
- مجادله جنگ علیه اسلام
- ابن صوفی
- المجدی
- مکاشفه (مذهب)
- ابن عنبه
- صلوات
- نجف
- وادی السلام
- امیرالمؤمنین
- آستان قدس علوی
- مسجد کبود (مزار شریف)
- تاریخ عراق
- حرم امام حسین
- حرم امام رضا
- حرم رقیه
- حرم زینب
- حرم شاه عبدالعظیم
- حرم شاهچراغ
- حرم عباس بن علی
- حرم عسکریین
- حرم فاطمه معصومه
- حرم کاظمین
- کعبه
- کوه صفا و مروه
- جبل النور
- سرزمین منا
- جبل الرحمه